# Ian Alexander (calciatore)
Ian Alexander (Glasgow, 26 gennaio 1963) è un ex calciatore britannico, di ruolo difensore.

## Caratteristiche tecniche
Era un terzino destro.

## Carriera
Nel 1981, dopo aver giocato nelle giovanili del Leicester City, si trasferisce al Rotherham Utd, club con il quale esordisce tra i professionisti disputando nel corso di un biennio un totale di 11 partite nella seconda divisione inglese. Nell'estate del 1983 si trasferisce al Motherwell, club della prima divisione scozzese, con cui segna 2 reti in 24 partite di campionato, competizione che la sua squadra termina all'ultimo posto in classifica con 15 punti, retrocedendo così in seconda divisione. Alexander a fine stagione viene ceduto al Morton, con cui nella stagione 1984-1985 realizza una rete in 7 presenze sempre nella prima divisione scozzese, subendo peraltro una seconda retrocessione consecutiva, nuovamente con un campionato chiuso all'ultimo posto in classifica (questa volta con 12 punti). Nella stagione 1985-1986 lascia la Gran Bretagna per trasferirsi al Cipro: gioca infatti per una stagione con la maglia del Pezoporikos Larnaca, club della prima divisione locale.
Nel 1986 si trasferisce agli inglesi dei Bristol Rovers: qui trascorre quattro stagioni consecutive giocando da titolare nella terza divisione inglese, campionato che vince nella stagione 1989-1990: trascorre poi un triennio (dal 1990 al termine della First Division 1992-1993) in seconda divisione, ed infine gioca nuovamente in terza divisione nella stagione 1993-1994, arrivando ad un totale in carriera di 299 presenze e 10 reti in partite di campionato con la maglia dei Pirates. Dopo un anno di inattività riprende a giocare nel 1995 nei semiprofessionisti dello Yate Town, dove rimane per un triennio con il doppio ruolo di giocatore ed allenatore; si ritira definitivamente nel 1998, all'età di 35 anni.

## Palmarès

### Club

#### Competizioni nazionali
- Third Division: 1

Bristol Rovers: 1989-1990